# Плавання на Чемпіонаті Європи з водних видів спорту 2022 — змішана естафета 4x200 метрів вільним стилем
Змагання з плавання в змішаній естафеті 4x200 метрів вільним стилем на Чемпіонаті Європи з водних видів спорту 2022 відбулися 16 серпня (попередні запливи і фінал).

## Рекорди
На момент проведення змагань рекорди були такими:
|                           | Країна           | Час     | Місто    | Дата           |
| ------------------------- | ---------------- | ------- | -------- | -------------- |
| Рекорд Європи             | Встановлений час | 7:22.33 |          |                |
| Рекорд чемпіонатів Європи | Велика Британія  | 7:26.67 | Будапешт | 18 травня 2021 |

## Результати

### Попередні запливи[3]
| Місце | Заплив | Доріжка | Країна          | Спортсмени | Час     | Примітки |
| ----- | ------ | ------- | --------------- | --- | ------- | -------- |
| 1     | 1      | 2       | Франція         | Роман Фухс (1:48.04) Віссам-Амазіг Єбба (1:46.86) Джулія Россі-Бене (2:02.39) Люсіль Тессаріоль (2:01.53)       | 7:38.82 | Q        |
| 2     | 1      | 4       | Велика Британія | Кіран Берд (1:49.64) Джекоб Віттл (1:49.54) Люсі Гоуп (2:00.41) Фрея Колберт (2:01.25)                          | 7:40.84 | Q        |
| 3     | 1      | 5       | Італія          | Маттео Чампі (1:49.55) Філіппо Мельї (1:49.44) Ноемі Чесарано (2:01.17) Лінда Капоні (2:01.06)                  | 7:41.22 | Q        |
| 4     | 1      | 6       | Польща          | Каміл Серадзький (1:49.57) Матеуш Хованєц (1:50.07) Марта Клімек (2:03.38) Олександра Поланська (1:58.31)       | 7:41.33 | Q        |
| 5     | 1      | 9       | Нідерланди      | Стан Пейненбург (1:51.99) Лук Кроон (1:49.26) Імані де Йонґ (2:00.20) Сілке Голкенборґ (2:00.06)                | 7:41.51 | Q        |
| 6     | 1      | 8       | Угорщина        | Габор Зомборі (1:50.33) Даніель Мезарош (1:49.02) Катінка Хоссу (2:01.99) Жужанна Якабош (2:00.53)              | 7:41.87 | Q        |
| 7     | 1      | 1       | Ізраїль         | Денис Локтєв (1:49.20) Бар Соловейчик (1:49.28) Дарія Головаті (2:01.76) Леа Полонскі (2:03.82)                 | 7:44.06 | Q        |
| 8     | 1      | 0       | Данія           | Андреас Гансен (1:50.02) Міккел Гадгаард (1:51.13) Маріна Геллер Гансен (2:02.24) Каролін Віуфф Єнсен (2:03.97) | 7:47.36 | Q        |
| 9     | 1      | 3       | Швеція          | Віктор Юханссон (1:49.32) Робін Гансон (1:50.14) Софія Остедт (2:03.53) Ханна Бергман (2:04.66)                 | 7:47.65 |          |
| 10    | 1      | 7       | Словаччина      | Францішек Яблчнік (1:51.58) Ріхард Надь (1:55.19) Ніколета Трнікова (2:07.01) Тамара Потоцька (2:07.46)         | 8:01.24 |          |

### Фінал[4]
| Місце | Доріжка | Країна          | Спортсмени | Час     | Примітки |
| ----- | ------- | --------------- | --- | ------- | -------- |
| 1     | 5       | Велика Британія | Томас Дін (1:46.15) Метью Річардс (1:46.91) Фрея Колберт (1:57.29) Фрея Андерсон (1:57.81)                      | 7:28.16 |          |
| 2     | 4       | Франція         | Адрієн Сальван (1:47.63) Wissam-Amazigh Yebba (1:46.53) Шарлотт Бонне (1:56.39) Люсіль Тессаріоль (1:58.70)     | 7:29.25 |          |
| 3     | 3       | Італія          | Стефано Ді Кола (1:47.00) Маттео Чампі (1:47.69) Аліса Міццау (1:58.73) Ноемі Чесарано (1:58.43)                | 7:31.85 |          |
| 4     | 7       | Угорщина        | Річард Мартон (1:48.70) Даніель Мезарош (1:49.01) Ніколетт Падар (1:58.70) Лілла Мінна Абрахам (1:58.14)        | 7:34.55 |          |
| 5     | 2       | Нідерланди      | Лук Кроон (1:48.28) Стан Пейненбург (1:48.93) Імані де Йонґ (1:58.93) Сілке Голкенборґ (1:58.54)                | 7:34.68 |          |
| 6     | 1       | Ізраїль         | Денис Локтєв (1:47.66) Бар Соловейчик (1:48.89) Дарія Головаті (2:01.40) Анастасія Горбенко (2:00.50)           | 7:38.45 |          |
| 7     | 6       | Польща          | Каміл Серадзький (1:49.04) Матеуш Хованєц (1:50.94) Александра Кноп (2:02.31) Олександра Поланська (1:59.00)    | 7:41.29 |          |
| 8     | 8       | Данія           | Андреас Гансен (1:50.73) Міккел Гадгаард (1:51.17) Маріна Геллер Гансен (2:02.27) Каролін Віуфф Єнсен (2:03.63) | 7:47.80 |          |